# Нексикан

Нексикан на карте России

Нексика́н — бывший посёлок (ранее посёлок городского типа) в Сусуманском районе Магаданской области России.

## Этимология
Якутское слово Никсикан означает «затхлое место», при этом «никсик» — это «тухлый», «затхлый», а суффикс «-каан» — уменьшительный, в результате получается «небольшое затхлое место». По эвенски «Нексикан» — «Лабаз на дереве».

## География
Располагался на правом берегу реки Берелех (бассейн Колымы), на автотрассе Магадан — Усть-Нера, в 25 км к западу от города Сусуман.

## История
Названия речек Верхний Никсекян и Нижний Никсекян впервые появились в 1929 году на маршрутной карте геодезиста К. А. Салищева, который по пути взял пробы пород в бассейне речек Нексикан и Берелёх и в результате предположил наличие золота в этих местах. В 1932 году в бассейн реки Сусуман прибыла геологоразведочная партия Е.Т.Шаталова и установила там знаковую золотоносность, что в 1935 году подтвердила партия К. А. Шахварстовой. Окончательное заключение на постановку капитальной разведки дала в 1937 году детальноопробовательная геологическая партия А. Н. Байчурина
Начало посёлку положили первые домики Нексиканско-Мяунджинского разведрайона, возведённые в 1940 году. Затем в долине речки Верхний Нексикан начали свою работу прииски «Светлый», «Токай» и другие. В долине Мяунджи организовали прииск «Топкий», по названию ручья, у которого он расположился.
В ноябре — декабре 1940 года на базе посёлка Нексикан организовали Чай-Урьинское горнопромышленное управление. С 1951 по 1953 годы в посёлке размещалось управление ИТЛ Берелехского ГРУ. Впоследствии посёлок был значительно благоустроен и стал основной базой геологов Сусуманского района.
Посёлок был закрыт в 1998 году. В настоящее время на месте бывшего посёлка осуществляется добыча золота артелью «Чай-Урья золото». 11 октября 2012 года в память о посёлке открыта мемориальная доска.

## Известные уроженцы
- Шифрин, Ефим Залманович — российский актёр и сатирик[4].
- Угрюмый, Александр Васильевич — русский бард.
- Боровков, Всеволод Игоревич - профессор РАН, российский физикохимик, доктор физико-математических наук.

## Источник
- БСЭ, 3-е издание, статья «Нексикан»